# Wan Feihu
Wan Feihu (ur. 20 września 1986) – chiński zapaśnik w stylu klasycznym. Zajął 22 miejsce w mistrzostwach świata w 2010. Złoty medalista mistrzostw Azji w 2009 roku.